# IC 5182
IC 5182 ist eine Spiralgalaxie vom Hubble-Typ Sd im Sternbild Tukan am Südsternhimmel, welche etwa 127 Millionen Lichtjahre von der Milchstraße entfernt ist.
Das Objekt wurde am 21. August 1900 von DeLisle Stewart entdeckt.